# Camagüey
Camagüey ist mit 323.309 Einwohnern (Zensus 2012) die viertgrößte Stadt Kubas und Hauptstadt der gleichnamigen Provinz.

## Geschichte
Die Stadt wurde 1514 als Santa María del Puerto Príncipe von Diego Velázquez de Cuéllar an der Nordküste in der Nähe des natürlichen Hafens Nuevitas gegründet, aber bis 1528 zweimal wegen häufiger Piratenüberfälle in Richtung des Landesinneren verlegt. 1668 wurde sie dennoch von Piraten unter Henry Morgan niedergebrannt. Ihren heutigen Namen trägt die Stadt seit 1923 nach einem indianischen Führer.

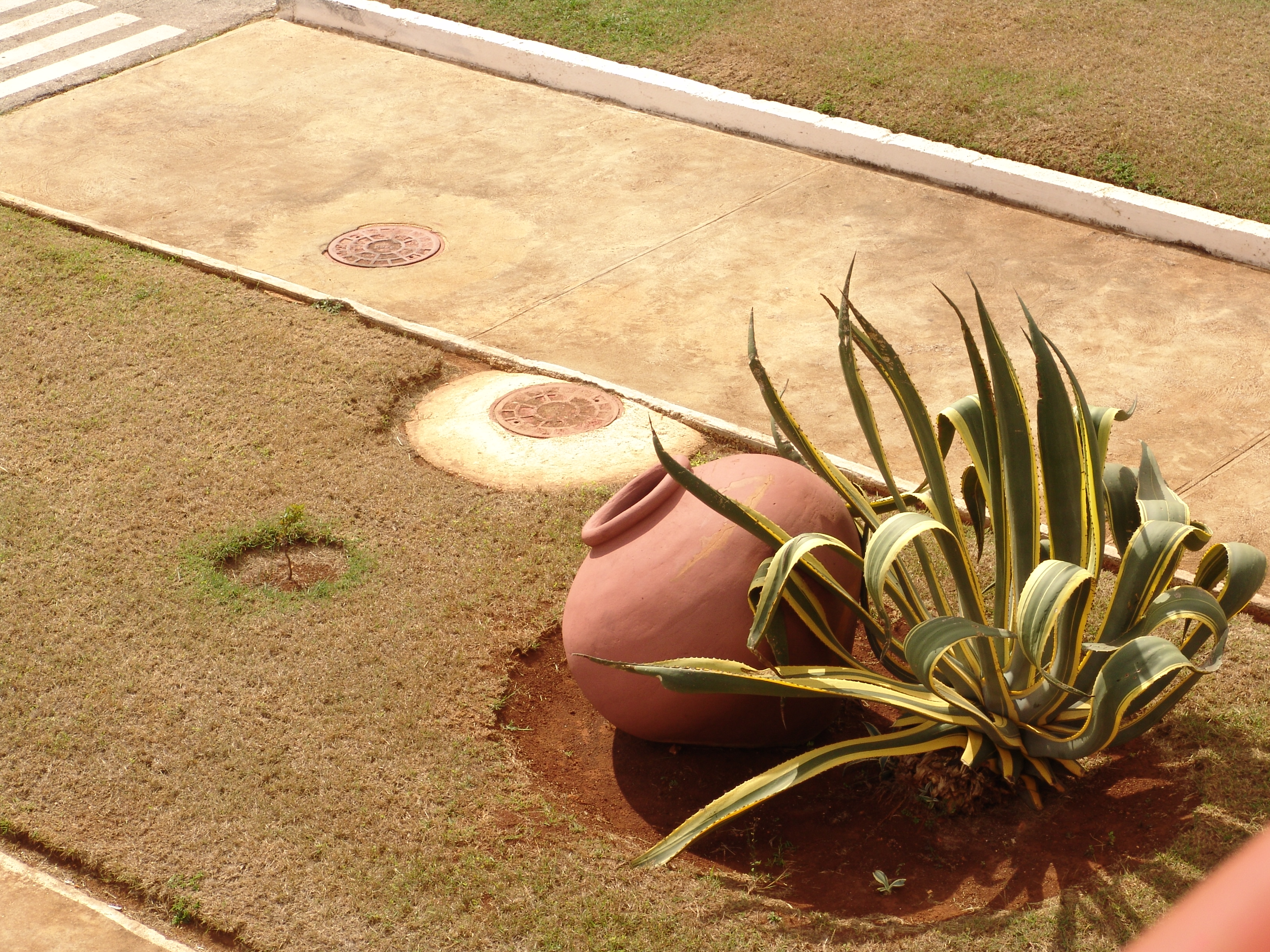
Einer der Tinajones

Die Altstadt von Camagüey ist die größte erhaltene nach der von Havanna. Die Kathedrale am Parque Ignacio Agramonte stammt von 1748. Eine Besonderheit sind sehr große, bauchige Tonkrüge (tinajones), die noch heute neben vielen Eingängen oder in den Innenhöfen stehen. Sie dienten zum Auffangen von Regenwasser, da die Stadt beständig unter Wassermangel litt.
2008 wurde das historische Zentrum von Camagüey zum UNESCO-Weltkulturerbe ernannt.

## Persönlichkeiten
- Gaspar Betancourt Cisneros (1803–1866), Eisenbahnpionier
- Gertrudis Gómez de Avellaneda (1814–1873), spanische Schriftstellerin
- Salvador Cisneros Betancourt (1828–1914), Politiker und Revolutionär, Präsident der „Republik in Waffen“
- Carlos Juan Finlay (1833–1915), Arzt und Wissenschaftler
- Lino A. Boza (1840–nach 1882), Komponist, Kapellmeister und Klarinettist
- Ignacio Agramonte (1841–1873), Politiker und Revolutionär
- María de las Mercedes Adam de Aróstegui (1873–1957), Komponistin und Pianistin
- Gaspar Agüero y Barreras (1873–1951), Komponist und Pianist
- Manuel Arteaga y Betancourt (1879–1963), römisch-katholischer Geistlicher, Erzbischof von Havanna und Kardinal
- Nicolás Guillén (1902–1989), Dichter und Schriftsteller
- Emilio Ballagas (1908–1954), Schriftsteller
- Candita Batista Batista (1916–2016), Sängerin
- Natalio Galán (1917–1985), Musikwissenschaftler und Komponist
- Hector Wynter (1926–2002), jamaikanischer Journalist, Diplomat und Politiker
- Francisco Ricardo Oves Fernández (1928–1990), römisch-katholischer Geistlicher und San Cristóbal de la Habana
- Severo Sarduy (1937–1993), Poet und Dramaturg
- Adalberto Álvarez (1948–2021), Pianist, Komponist und Arrangeur
- Juan García Rodríguez (* 1948), Erzbischof von Havanna und Kardinal
- Wilfredo Pino Estévez (* 1950), römisch-katholischer Geistlicher, Erzbischof von Camagüey
- Jorge Luis Prats (* 1956), Pianist
- Juan Gabriel Diaz Ruiz (* 1960), Geistlicher, römisch-katholischer Bischof von Matanzas
- Leandro Saint-Hill (* 1968), Jazzmusiker
- Gonzalo Galguera (* 1969), Balletttänzer, Ballettdirektor und Choreograf
- Antonio Nuñez (* 1971), in Deutschland lebender Bildender Künstler
- Guillermo Martínez (* 1981), Leichtathlet
- Yorman Polas Bartolo (* 1985), Basketballspieler
- Omar Cisneros (* 1989), Hürdenläufer
- Julio César La Cruz (* 1989), Boxer
- Yasniel Toledo (* 1989), Boxer
- Jacob Forever (* 1998), Musiker
- Rose Mary Almanza (* 1992), Leichtathletin
- Daily Cooper (* 2002), Mittelstreckenläuferin

## Verkehr
Camagüey verfügt über einen internationalen Flughafen, den Ignacio Agramonte International Airport (IATA: CMW, ICAO: MUCM). Außerdem liegt sie an der Carretera Central – der zentralen, von West nach Ost quer durch Kuba verlaufenden Landstraße, über die der größte Teil des innerkubanischen Kraftverkehrs abgewickelt wird.